# Universidade Tsinghua
A Universidade Tsinghua (THU; em chinês: 清华大学 (simplificado) e 清華大學 (tradicional); romaniz.:  Qīnghuá Dàxué (pinyin)) é uma universidade pública localizada em Pequim, na China.
Foi fundada em 1911 como uma escola preparatória para chineses com graduação que buscavam aprofundamento em universidades americanas. Em 1925, transformou-se em universidade.
Entre os seus ex-estudantes famosos estão Hu Jintao, Secretário-Geral do Partido Comunista da China entre 15 de novembro de 2002 e 15 de novembro de 2012, e Xi Jinping, atual Secretário-Geral do partido. Ambos formaram-se em engenharia.
É considerada uma das duas melhores e mais seletivas universidades do país (a outra é a Universidade de Pequim). Em 2022, foi eleita a décima quarta melhor universidade do mundo e terceira melhor na Ásia e pacífico.